# Irene von Byzanz

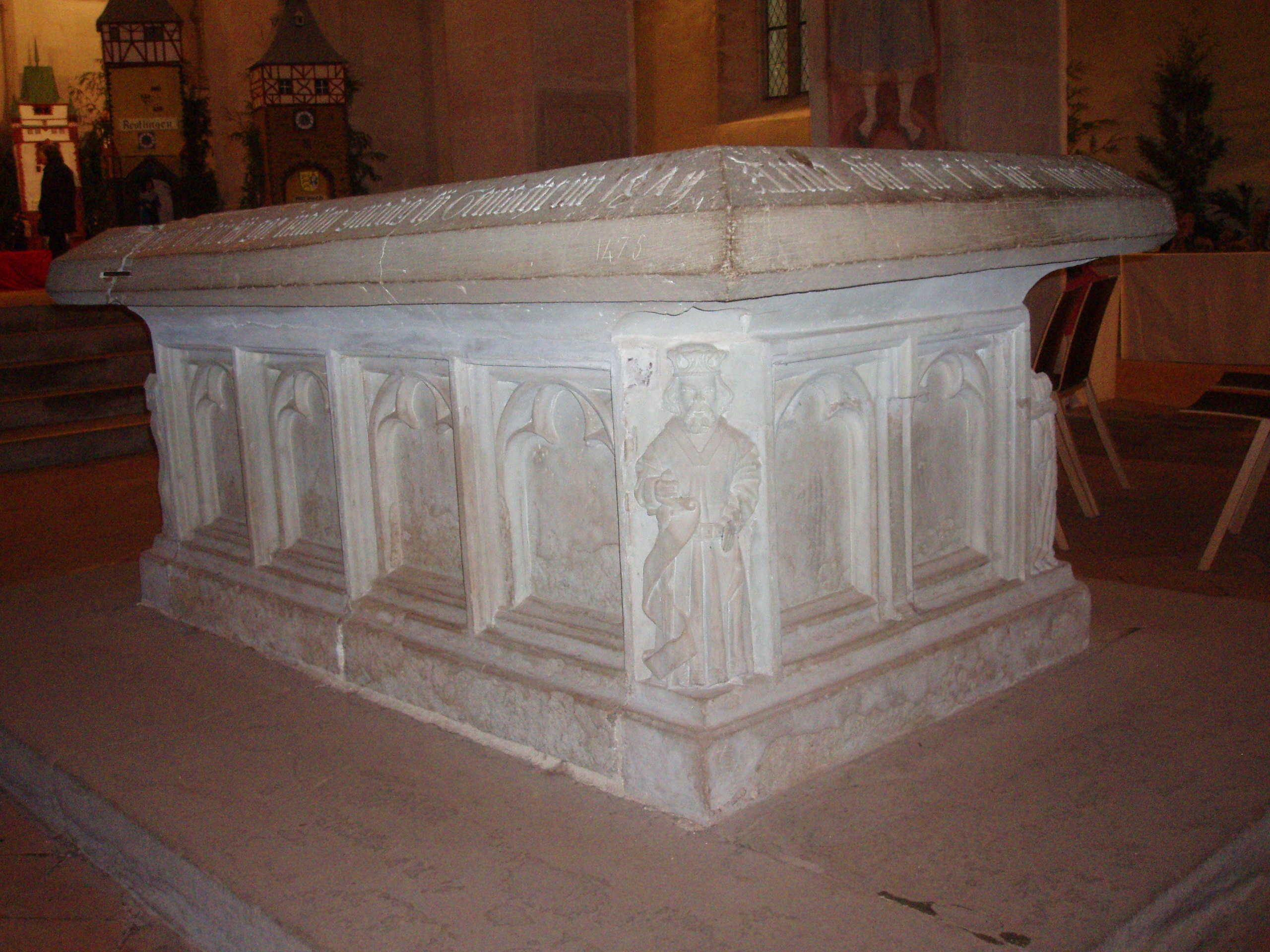
Staufertumba im Mittelschiff der Kirche vom Kloster Lorch (1475)

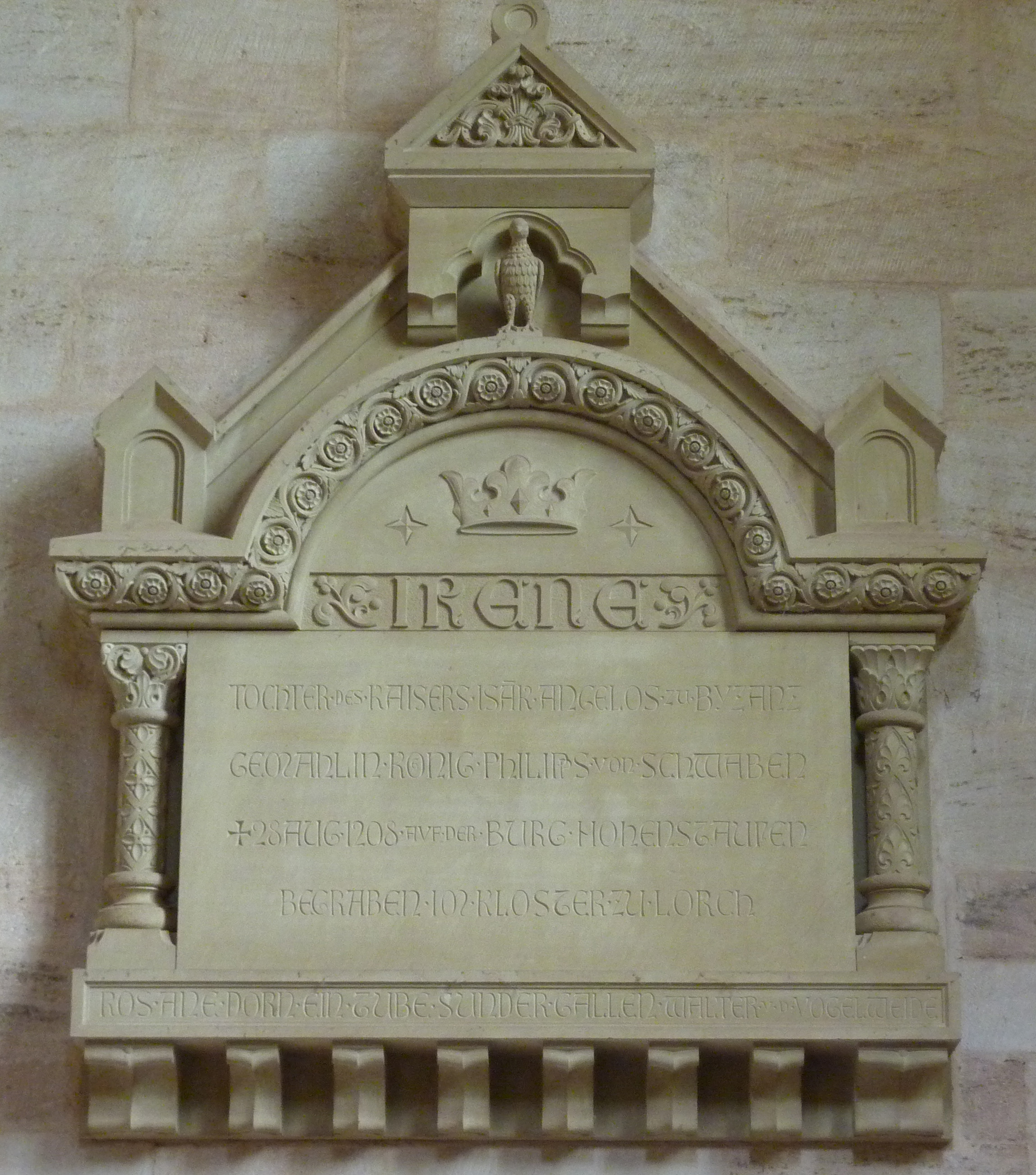
Gedenktafel für Irene von Byzanz im südlichen Querschiff der Kirche vom Kloster Lorch (1898)

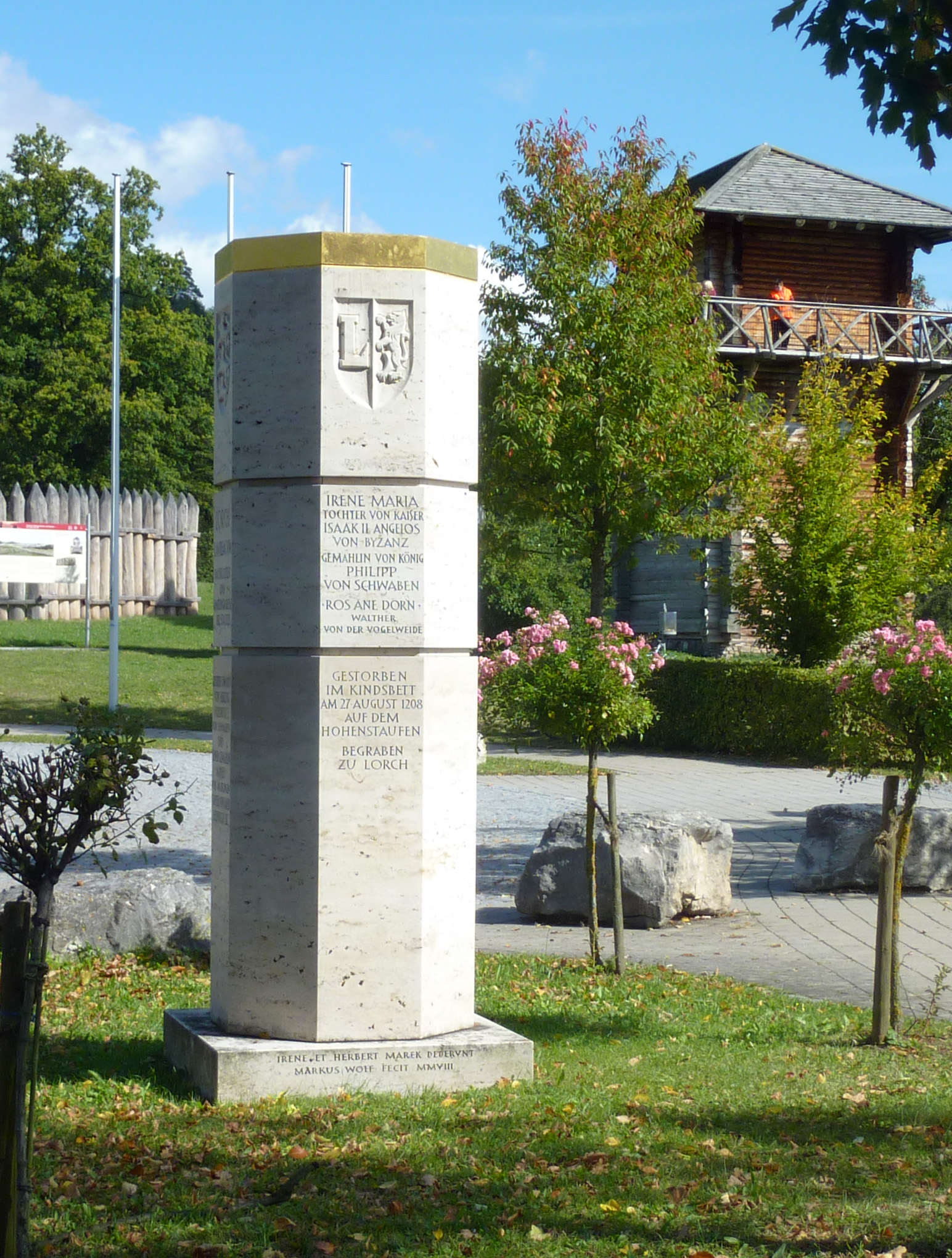
Stauferstele beim Kloster Lorch, die an Irene von Byzanz erinnert (2008)

Irene von Byzanz (* 1177 oder 1180/81 in Konstantinopel; † 27. August 1208 auf Burg Hohenstaufen; auch Eirene, Irene Angelina und Irene Maria genannt) war die Frau des Römisch-deutschen Königs Philipp von Schwaben.

## Leben
Sie wurde 1177/1181 in Konstantinopel als Tochter des byzantinischen Kaisers Isaak II. geboren. In erster Ehe heiratete sie 1193 den normannischen König Roger III. von Sizilien, der jedoch kurz darauf verstarb. 1197 wurde sie die Frau des jüngsten Sohnes Friedrich Barbarossas, des späteren Königs Philipp. Bei ihrer Vermählung nahm sie den Namen Maria an. Am 8. September 1198 war sie bei Philipps Königskrönung in Mainz anwesend, ob sie auch gekrönt wurde, ist aber ungewiss.
Mit ihm hatte sie sieben Kinder, von denen vier Töchter das Erwachsenenalter erreichten:
- Beatrix (1198–1212), heiratete 1212 Kaiser Otto IV. von Braunschweig (1176 oder 1177–1218). Sie starb einige Wochen nach der Hochzeit,
- Kunigunde (1200–1248), heiratete 1224 König Wenzel I. von Böhmen (1205–1253),
- Marie (1201–1235), heiratete 1215 Herzog Heinrich II. von Brabant (1207–1248),
- Beatrix die Jüngere (1205–1235), heiratete 1219 König Ferdinand III. von Kastilien und León (1199–1252).

Nach der Ermordung ihres Gatten in Bamberg im Juni 1208 zog sie sich hochschwanger und krank auf die Burg Hohenstaufen zurück, wo sie im August 1208 während der Geburt einer Tochter starb, die kurz danach ebenfalls verschied. Irene wurde im staufischen Hauskloster Lorch begraben. Sie ist die letzte und als einzige Königin die ranghöchste dort beigesetzte Stauferin. Abt Nikolaus Schenk von Arberg ließ 1475 sämtliche Staufergräber im Mittelschiff, vor den Stufen des Chores und im Chor öffnen und die Überreste in einer Gruft unter der Tumba bestatten, die im Mittelschiff der Klosterkirche steht.

## Nachleben
Walther von der Vogelweide pries sie in einem zeitgenössischen Gedicht als „Rose ohne Dorn, die Taube sonder Gallen“ (Spruch zur Magdeburger Weihnacht).
Um 1207 wird die heute stark verwitterte gekrönte Sitzfigur einer Frau datiert, die einem inschriftlich als König Philipp bezeichneten König zugeordnet ist. Sie befand sich an der Steinernen Brücke von Regensburg.
Ein in den 1820er Jahren bei Abrissarbeiten unter den Trümmern eines Steinsargs im Kloster Lorch gefundener Goldring mit Emailleeinlegearbeiten wurde ihr zugeschrieben, stammt aber aus dem 16. Jahrhundert. Dieser Irenenring ist im 20. Jahrhundert verloren gegangen.
Am 16. Dezember 1898 wurde im südlichen Querschiff der Klosterkirche eine Gedenktafel für Irene enthüllt. Mehrfach wurde Irene neben ihrem Gemahl Philipp dargestellt, etwa in Weißenauer Handschriften auf Schloss Zeil, im 19. Jahrhundert auf Schloss Stolzenfels bei Koblenz oder auf einer Darstellung Walthers von der Vogelweide, der 1198 vor dem Königspaar singt.
Anlässlich ihres 800. Todestags wurde 2008 am Eingang zum Kloster Lorch eine Stauferstele errichtet. 2011 wurde in Göppingen der Freundeskreis zum Gedenken von Königin Irene Maria von Byzanz e. V. gegründet, der seither jährlich eine Irenen-Medaille als Wanderpreis verleiht. Die Medaille ging unter anderem an den Zeichner und Maler Hans Kloss (2013) und an den Schriftsteller Gunter Haug (2015).